# Prodotiscus insignis
Prodotiscus insignis е вид птица от семейство Indicatoridae.

## Разпространение
Видът е разпространен в Ангола, Бенин, Габон, Гана, Гвинея, Гвинея-Бисау, Екваториална Гвинея, Камерун, Демократична република Конго, Република Конго, Кот д'Ивоар, Кения, Либерия, Нигерия, Сиера Леоне, Судан, Того, Уганда, Централноафриканската република и Южен Судан.